# António Maldonado
António Maldonado war ein portugiesischer Astrologe und Mathematiker in der Zeit von König Johann III. († 1557).
Er schrieb Do movimento, e natureza dos Corpos celestes (portugiesisch: Über die Bewegung und Natur der Himmelskörper). Das Manuskript befand sich Anfang des 18. Jahrhunderts in der Biblioteca Real. Nach dem Erdbeben von Lissabon 1755, das die Bibliothek zerstörte, wurde er als Autor von Do nascimento dos corpos celestes (portugiesisch: Über die Entstehung der Himmelskörper) verzeichnet.